# Thomas de Saint-Benoît
Thomas de Saint-Benoît est le 12e abbé de Fécamp.

## Biographie
Thomas est originaire du diocèse de Coutances. 

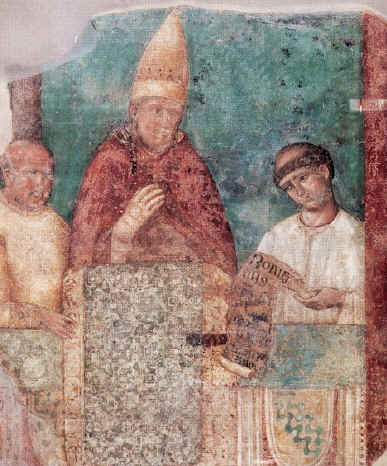
Giotto, Boniface VIII

Après son accession à l'abbatiat de Fécamp, il fait le voyage à Rome pour être confirmé dans sa position par le pape Boniface VIII (1295-1303).

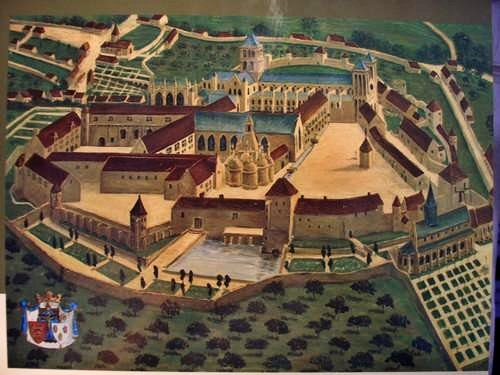
Abbaye de la Trinité de Fécamp

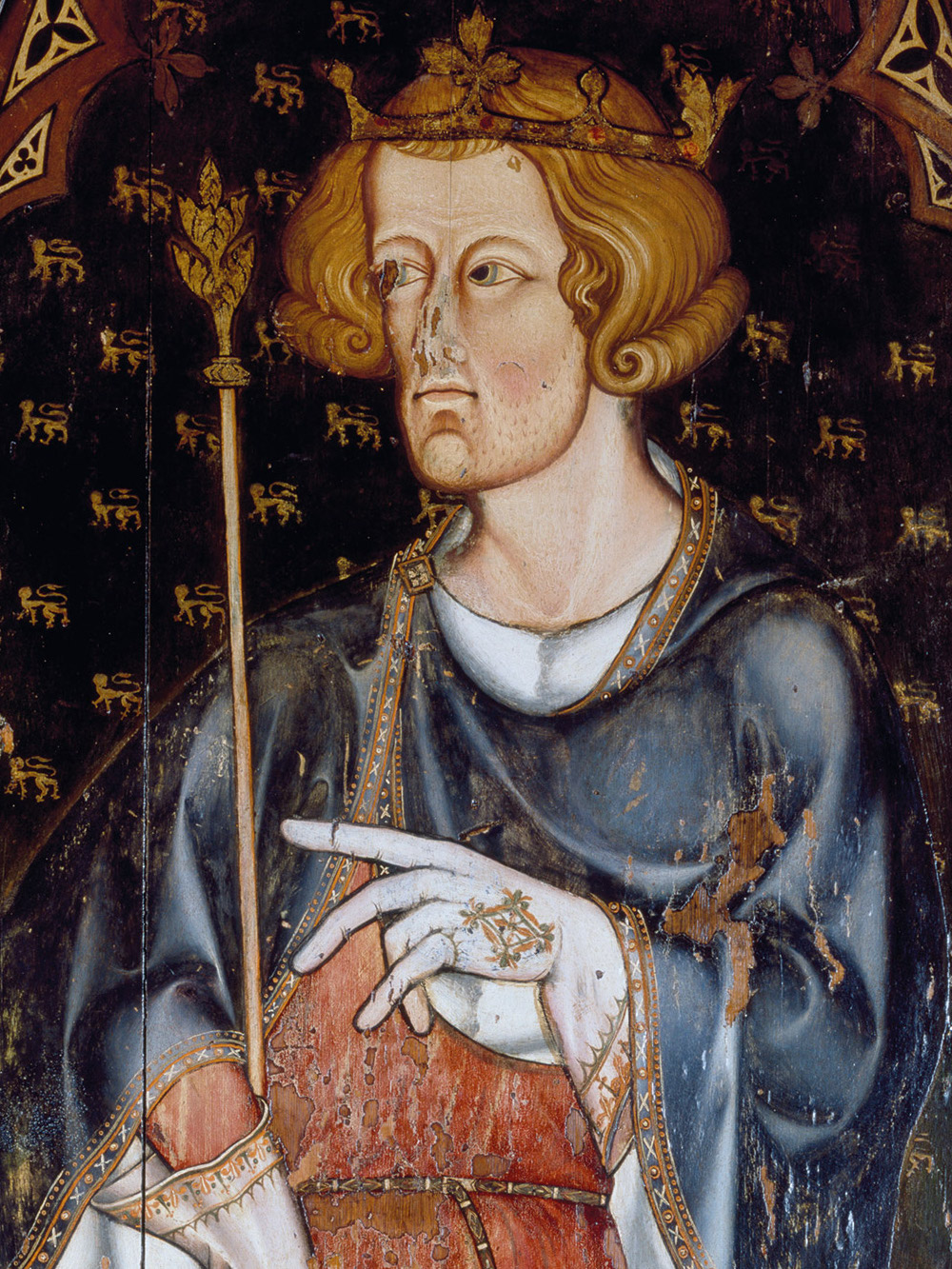
Édouard Ier d'Angleterre

Léon Fallue observe les prélèvements d'argent sur les biens ecclésiastiques effectués par Boniface VIII, et en particulier une taxation du monastère de Fécamp s'élevant à dix mille florins. Il relève dans les archives de l'abbaye de la Trinité « une quittance de quatre mille florins reçus par le camérier du pape, une autre de cent quatre-vingts marcs d'argent donnés à une société qui avait sans doute fait l'avance de pareille somme au saint Père ». Indigné de ce que le pape fasse ainsi sortir des numéraires du royaume et défende dans le même temps, par la bulle Unam Sanctam du 18 novembre 1302, de payer aucun subside aux princes, Philippe IV le Bel prohibe le transport des pièces d'or et d'argent hors de France. Le roi Édouard Ier d'Angleterre, allant plus loin, fait saisir la majeure partie des biens ecclésiastiques de son royaume, dépossédant le monastère de Fécamp de tous ses biens d'Angleterre. Les versements reçus font que le pape intercède avec succès auprès d'Édouard Ier pour obtenir de lui la restitution des biens confisqués. Selon Henri Gourdon de Genouillac, les pertes financières de l'abbaye sont alors « sinon compensées, du moins adoucies par la part qui lui revient dans le partage entre les divers ordres des biens confisqués aux Templiers ».
Thomas de Saint-Benoît assiste au concile de Déville en 1305 tenu par l'archevêque de Rouen Guillaume de Flavacourt. C'est sous son abbatiat qu'est achevée l'abbatiale de Fécamp. Le sanctuaire est modifié: les tribunes du rond-point et du côté sud du chœur sont supprimées. Des reprises ont lieu en sous-œuvre, dans les travées du déambulatoire et les chapelles attenantes.

### Suscriptions: du latin au français
Des trois seuls actes ecclésiastiques de Thomas de Saint-Benoît qui demeurent connus aujourd'hui, celui de 1306, conservé aux Archives départementales de Seine-Maritime à Rouen, revêt selon Michaël Bloche un caractère historique particulier puisqu'il constitue le premier emploi connu du français se substituant au latin dans la suscription, ce qui, par « décalque parfait des suscriptions en latin », donne : « frere Thomas par la grace de Dieu abbés de Fescamp et tout le convent d'icelui lieu ». Cette francisation initiale est certes « encore timide », demeurant minoritaire sous l'abbatiat suivant de Robert de Putot avec cinq actes sur cinquante deux connus.

### Mort et sépulture
Thomas de Saint-Benoît meurt le 3 septembre 1308. Il est inhumé dans la chapelle Saint-Jean-Baptiste de l'abbatiale de la Trinité, du côté droit. Son gisant sous enfeu se trouve aujourd'hui dans la chapelle des Saints-Patrons. En pierre, où il manque la tête et les mains, il est classé M.H. au titre immeuble en 1840 et constitue tant pour Jean Vallery-Radot que pour Françoise Puge et David Bellamy « un bon exemple de l'art funéraire du début du XIVe siècle : l'abbé foule aux pieds une chimère, sa tête est abritée sous un dais, un ange veille à son repos.  Ses ornements sacerdotaux sont bien visibles : l'aube, l'amict, le manipule, la dalmatique, la chasuble, les chausses. Seule la crosse a disparu. Les bas-reliefs qui décorent le soubassement déroulent onze faits ou légendes relatifs à la fondation de l'abbaye » (sept sur la longueur apparente du sarcophage, deux sur chacune des largeurs, les deux premières fresques étant presque entièrement masquées par la clôture de style Renaissance posée au XVIe siècle). Parmi ceux-ci :
- La chasse miraculeuse d'Anségise de Fontenelle au cours de laquelle un cerf blanc révèle l'emplacement du tronc du figuier auquel la ville de Fécamp (Fisci campus) devrait son nom[8].
- L'extase de Saint Vaninge (secrétaire et ami de Clotaire III, il soutint la construction de l'abbaye Saint-Wandrille de Fontenelle en 649 avant de fonder l'abbaye de la Trinité en 658) : ici, Vaninge est étendu sur un lit tandis que « son âme ravie au ciel par deux anges, est présentée à Dieu »[8].
- L'arrivée au VIIe siècle de l'abbesse Childemarche (« vierge sainte du pays de Bourgogne » placée à la tête de la communauté des religieuses de Fécamp par Clotaire III).
- Le massacre des religieuses par les « bandes danoises » qui, au en 841, anéantirent le monastère de femmes de la vallée de Fécamp.
- La charpente miraculeuse (poutres miraculeusement apportées par la mer lors de la construction de l'église, aux dimensions très exactes de la voûte[9]).
- L'apparition de l'ange le jour de la dédicace de l'église (en 664, en présence de Clotaire III)[8],[10].

## Armoiries
Thomas de Saint-Benoît portait : « de gueules à une bande échiquetée d'or et de pourpre, de trois traits accompagnée de deux lions d'argent ».

## Sigillographie

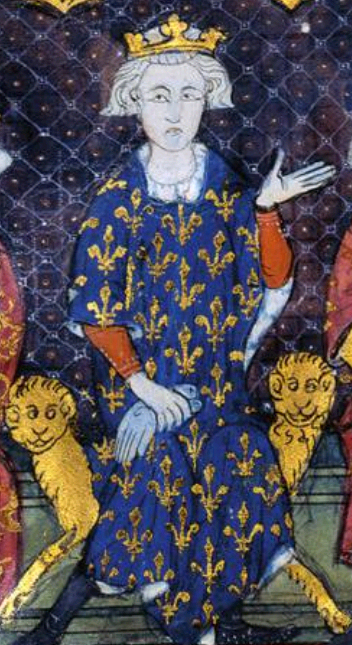
Philippe IV le Bel

La Bibliothèque nationale de France conserve des dessins représentant le sceau et le contre-sceau de Thomas de Saint-Benoît. Michaël Bloche observe que « l'abbé y est représenté dans une niche gothique, tête nue, la crosse dans la main droite et un livre fermé dans la main gauche, la légende étant "+ St FR(atr)IS, TH(om)E : DEI GR(ati)A : ABBATIS : FISCANENSIS :". Le livre que tient l'abbé est pour la première fois un livre fermé. De même, c'est la première fois que l'on trouve le qualificatif "frater" dans la légende où, en revanche, on note la reprise de la formule de dévotion "Dei Gratia". Le contre-sceau, lui, représente le Salvator mundi (Christ portant l'orbe dans la main gauche et bénissant de la main droite) assis sur un trône et nimbé, la légende étant : "+ SECRETIS : FR(atr)IS : TH(om)E : ABB(at)IS : FISCANENSIS". L'orbe, signe d'autorité, symbolise la domination temporelle et non seulement spirituelle du Christ sur le monde ». 
S'appuyant sur les travaux de Thomas G. Waldman, qui note que la création d'un sceau permet de défier par l'image l'autorité ecclésiastique, Michaël Bloche déduit que l'abbé entend s'affirmer comme seigneur temporel haut justicier et défier par l'image l'archevêque de Rouen, ce qui est en pleine cohérence avec la cession par transaction, opérée par Philippe IV le Bel en faveur de Thomas de Saint-Benoît en mai 1308, de tous les droits, y compris celui de haute justice qui appartenait à la couronne.

## Postérité
Euphéme Carré de Busserolle estime que, sous l'administration de Thomas de Saint-Benoît, « la ferveur des religieux s'était considérablement refroidie, et l'inobservance de la règle avait donné lieu à quelques désordres. Il reprend ainsi l'évocation par Antoine Le Roux de Lincy de ces dérèglements qui font que « la piété et la science qui avaient jusqu'à présent fleuri au monastère y souffrirent », en imputant l'origine à « plusieurs religieux qui persécutèrent leur abbé qui était orné de très belles qualités tant d'esprit que de corps. Il était humble, doux et affable à tout le monde, aussi était-il les délices des bons religieux », ce qui correspond à l'épitaphe inscrite sur son tonbeau : « …Thomas semper amabilis gratae cænobii deliciæ ».
Robert de Putot, nommé abbé de Fécamp en octobre 1328, fit revivre la piété dans le monastère, et sa sévérité ne tarda pas à faire disparaître les petits dérèglements qui avaient pris naissance sous le gouvernement trop débonnaire de son prédécesseur ».